# Brachionus variabilis
Brachionus variabilis is een raderdiertjessoort uit de familie Brachionidae. De wetenschappelijke naam van deze soort is voor het eerst geldig gepubliceerd in 1896 door Hempel.